# Talpanas
Talpanas es un género extinto de pato que consiste en una única especie, Talpanas lippa. Fue descrito originalmente por Andrew L. Iwaniuk, Storrs L. Olson, y Helen F. James en la publicación Zootaxa en noviembre de 2009. Era endémico de la isla de Kauai en el archipiélago de Hawái, donde sus restos fósiles fueron desenterrados en la Cueva Makauwahi, en Maha‘ulepu. La asociación paleontológica de los huesos es de cerca de hace 6000 años antes del presente (cerca del 4050 antes de Cristo).

## Etimología
El nombre del género Talpanas provienen de la palabra latina talpa, que significa topo en referencia al pequeño tamaño de sus ojos, y al término griego anas, es decir pato. El nombre de la especie lippa viene del latín lippus, que significa "casi ciego".

## Descripción
Los tarsometatarsos (huesos de la parte inferior de la pata) de Talpanas lippa eran cortos y robustos, y el neurocráneo era poco profundo y ancho en relación con su longitud. Tenía pequeñas cuencas oculares y pequeños foraménes ópticos (huecos en el cráneo a través del cual el nervio óptico pasa desde los ojos al cerebro). Juntas, estas características físicas muestran que los ojos y el nervio óptico de este pato eran muy reducidos en tamaño, y que por lo tanto se puede asumir que esta especie era probablemente tanto ciega como no voladora. Sin embargo, los forámenes maxilo-mandibulares (los huecos a través de los cuales pasa el nervio trigémino) son extremadamente grandes, lo que indica que grandes nervios pasaban a través del mismo. Los autores de su descripción hipotetizaron que este pato ciego o casi ciego pudo haber usado estímulos táctiles u olfativos (los sentidos del tacto y el olfato) de su pico para explorar sus alrededores en ausencia de una buena visión. 
El holotipo, un cráneo parcial, está alojado actualmente en la Institución Smithsoniana con el número de espécimen USNM 535683.

## Biología
Talpanas lippa era probablemente nocturno y terrestre, similar al kiwi de Nueva Zelanda que se alimenta de pequeños invertebrados en el suelo del bosque.